# Guy LeBlanc
Guy LeBlanc (Moncton, 16 oktober 1960 – 27 april 2015) was een canadees toetsenist en componist. Hij was te horen en zien in de muziekgroepen Nathan Mahl en Camel.

## Achtergrond
Hij was al vanaf zijn vierde levensjaar bezig met muziek. Zijn doel was in eerste instantie klassieke muziek, maar zag daar op zijn elfde van af. Hij wilde modernere muziek spelen en componeren. Hij speelde vanaf zijn vijftiende in  een aantal rockbands en op zijn twintigste was hij een van de oprichters van Nathan Mahl. Er kwamen enige albums uit, maar deze bereikten het grote publiek niet. De muziekgroep viel diverse keren uit elkaar en werd ook diverse keren heropgericht. In de late jaren negentig kwam hun carrière in een stroomversnelling, mede dankzij een optreden tijdens NEARFEST. Daarop volgde een aantal albums met als hoofdtitel Heretik. Als gevolg van dat NEARFEST-optreden werd hem gevraagd toe te treden tot het Britse Camel. Hij had destijds ook al een eigen geluidsstudio Subversia gebouwd. Hij had echter de pech, dat Camel het vanaf dan juist rustiger aan moest doen vanwege de ziekte van hun leider Andy Latimer. Hij kon wel meespelen op diverse projecten binnen de progressieve rock en was van de partij zodra Camel weer optrad. Toen die band weer regelmatig begon op te treden moest hij verstek laten gaan; hij kreeg een hersenbloeding. Zijn loopbaan nam toen een wending naar rustiger vaarwater. Hij was er weer bij toen Camel in 2012 weer aan optredens begon en was erbij toen The Snow Goose opnieuw opgenomen, uitgebracht en uitgevoerd werd. Dat was in het najaar van 2013. Tijdens een 'herhaling' van de 'Snow Goose'-tour in het voorjaar van 2014, kon hij al niet meer meespelen; hij had toen nierkanker en werd vervangen door Ton Scherpenzeel, die hij al eens had opgevolgd in Camel. Op 27 april 2015 overleed hij aan eerder genoemde ziekte.

## Discografie
- 1983: Parallel eccentricities (Nathal Mahl)
- 1991: Borderline (Mahl dynasty)
- 1998; The clever use of shadows
- 1999: Subversia (soloalbum)
- 2000: Heretik Volume I: Body of Accusations (Nathan Mahl)
- 2001: Heretik Volume II: The trial (Nathan Mahl)(naar aanleiding van dit album verscheen het boekwerk The people wish to be deceived over het opnemen van dat album en progressieve rock in het algemeen;
- 2002: Heretik Volume III: The sentence (Nathan Mahl)
- 2002: A nod and a wink
- 2003: Shadows unbound (Nathan Mahl)
- 2003: Live at NEARFEST 1999 (Nathan Mahl)
- 2004: All the rage (solo)
- 2009: Exodus (Nathan Mahl)
- 2014: Justify (Nathan Mahl)

- International Standard Name Identifier: 0000 0000 7568 7063
- MusicBrainz: f34f9c19-3253-4ecc-9493-bb6ad6ee7d66
- Virtual International Authority File: 106304390
- WorldCat: E39PBJc3FmfccFgwKtYjvJyWXd